# Alticinae
Alticini, Halticinae · Altises
Sous-famille
Tribu
Les Alticinae ou anciennement Halticinae (les altises), sont une sous-famille d'insectes sauteurs de l'ordre des coléoptères et de la famille des chrysomélidés (souvent classés dans la sous-famille des Galerucinae en tant que tribu des Alticini). Ils sont ravageurs de nombreuses cultures. Ils ont les pattes arrière très développées et sautent lorsqu'ils sont dérangés. Leur nom, qui date du XVIIIe siècle, (h)altica, provient du grec haltikos, « habile à sauter ».
On reconnaît facilement les dommages que font les altises adultes par les feuilles criblées de petits trous plutôt ronds qu'elles laissent après leur passage. La plupart des espèces d'altises sont de couleur foncée et lustrée et atteignent de 2 à 5 mm de longueur. Les antennes mesurent de la moitié aux deux tiers de la longueur du corps selon les espèces. 

## Systématique
La tribu Alticini est décrite par Newmann en 1834.

## Traitement

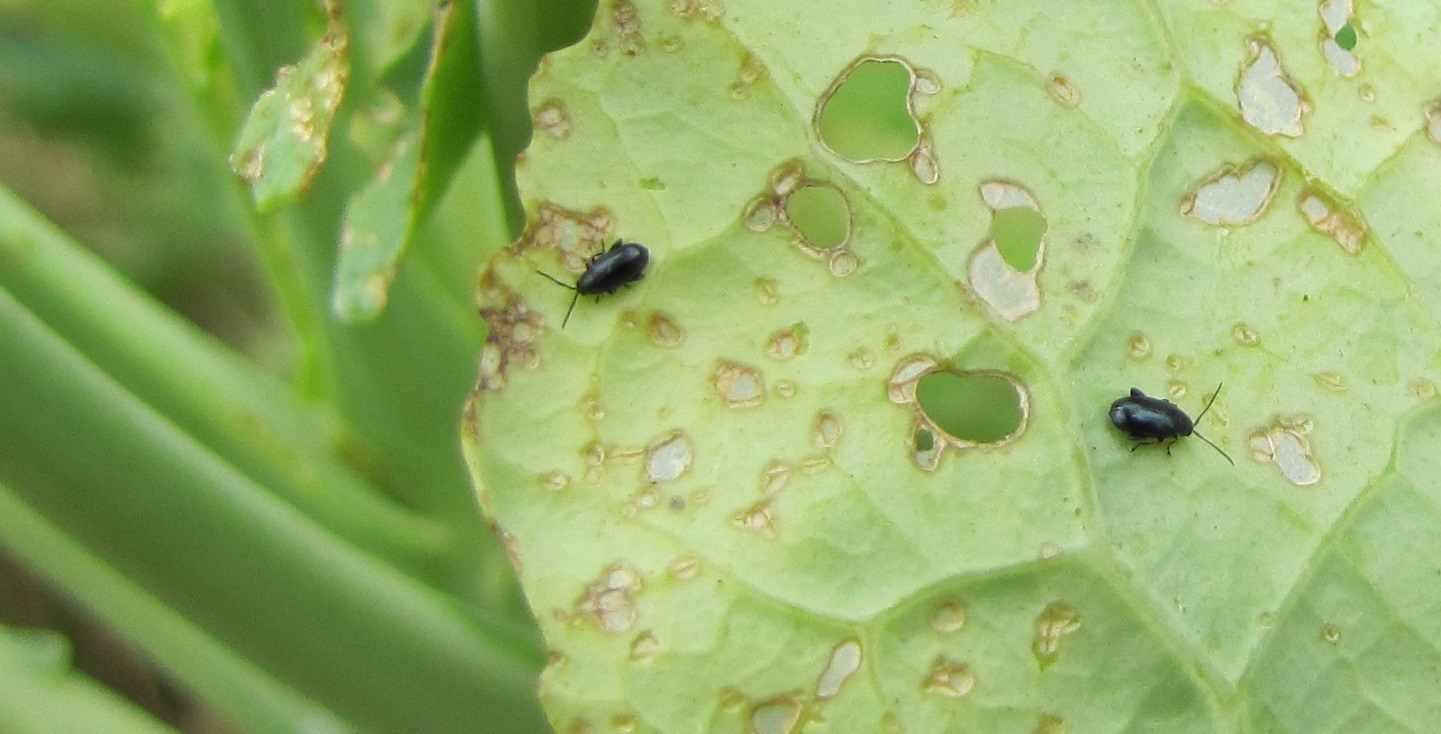
Perforations d'altises sur feuilles de chou

Il est assez facile de s'en débarrasser, sans aucun produit chimique : Doucher avec un jet d'eau en pluie fine pour les faire fuir. Elles vont revenir au bout de quelques heures. Recommencer un arrosage des feuilles. Au bout de 4 ou 5 douches, lassées les altises ne reviennent pas.[réf. nécessaire]

## Liste partielle des espèces
- Altise des crucifères :
  - Altise du colza
  - Altise du chou
- Altise du houblon
- Altise du maïs
- Altise de la betterave
- Altise de la pomme de terre
- Altise de la vigne
- Altise de la Guimauve

## Liste des tribus, sous-tribus, genres, espèces et non-classés
Selon NCBI (29 août 2014) :
- tribu Alticini
  - sous-tribu Alticina
    - genre Altica
      - Altica aenescens
      - Altica ampelophaga
      - Altica birmanensis
      - Altica brevicollis
      - Altica caerulescens
      - Altica carinata
      - Altica carinthiaca
      - Altica chalybea
      - Altica cirsicola
      - Altica corni
      - Altica engstroemi
      - Altica ericeti
      - Altica fragariae
      - Altica helianthemi
      - Altica impressicollis
      - Altica koreana
      - Altica litigata
      - Altica longicollis
      - Altica lythri
      - Altica oleracea
      - Altica pagana
      - Altica palustris
      - Altica quercetorum
      - Altica sanguisobae
      - Altica tamaricis
      - Altica tombacina
      - Altica viridicyanea

    - genre Lysathia
      - Lysathia ludoviciana
- - sous-tribu Aphthonina
    - genre Aphthona
      - Aphthona cyanella
      - Aphthona cyparissiae
      - Aphthona czwalinae
      - Aphthona euphorbiae
      - Aphthona flava
      - Aphthona lacertosa
      - Aphthona lutescens
      - Aphthona nigriceps
      - Aphthona nigriscutis
      - Aphthona nioniscutis
      - Aphthona nonstriata
      - Aphthona strigosa
      - Aphthona venustula

  - genre Argopus
    - Argopus bidentatus

  - genre Batophila
    - Batophila aerata
- - sous-tribu Blepharidina
    - genre Blepharida
      - Blepharida alternata
      - Blepharida atripennis
      - Blepharida balyi
      - Blepharida conspersa
      - Blepharida flavocostata
      - Blepharida flohri
      - Blepharida gabrielae
      - Blepharida hinchahuevosi
      - Blepharida humeralis
      - Blepharida judithae
      - Blepharida lineata
      - Blepharida melanoptera
      - Blepharida multimaculata
      - Blepharida natalensis
      - Blepharida nigromaculata
      - Blepharida ornata
      - Blepharida pallida
      - Blepharida parallela
      - Blepharida rhois
      - Blepharida schlechtendalii
      - Blepharida sonorstriata
      - Blepharida sparsa
      - Blepharida verdea
      - Blepharida vitata
      - Blepharida xochipala

    - genre Euplectroscelis
      - Euplectroscelis xanti

    - genre Podontia
      - Podontia affinis
      - Podontia lutea

    - genre Procalus
      - Procalus mutans
- - sous-tribu Chaetocnemina
    - genre Chaetocnema
      - Chaetocnema basalis
      - Chaetocnema chlorophana
      - Chaetocnema concinna
      - Chaetocnema costulata
      - Chaetocnema hortensis
      - Chaetocnema picipes
      - Chaetocnema pulicaria
- - sous-tribu Crepidoderina
    - genre Chalcoides
      - Chalcoides fulvicornis

    - genre Crepidodera
      - Crepidodera aurata
      - Crepidodera aurea
      - Crepidodera fulvicornis
      - Crepidodera pluta
      - Crepidodera rhaetica

  - genre Derocrepis
    - Derocrepis rufipes
- - sous-tribu Diabolina
    - genre Dibolia
      - Dibolia borealis
      - Dibolia foersteri

    - genre Megistops
      - Megistops vandepolli
- - sous-tribu Disonychina
    - genre Disonycha
      - Disonycha conjuncta
      - Disonycha xanthomelas

  - genre Glaucosphaera
    - Glaucosphaera cyanea
- - sous-tribu Hermaeophagina
    - genre Hermaeophaga
      - Hermaeophaga mercurialis
      - Hermaeophaga cicatrix

    - genre Orthocrepis
      - Orthocrepis hanoiensis
- - sous-tribu Monoplatina
    - genre Aedmon
      - Aedmon morissoni

    - genre Allochroma
    - genre Homotyphus
      - Homotyphus carinatus

    - genre Hypolampsis
    - genre Pseudolampsis
      - Pseudolampsis guttata

  - genre Neocrepidodera
    - Neocrepidodera ferruginea
    - Neocrepidodera transversa
- - sous-tribu Oedionychina
    - genre Alagoasa
      - Alagoasa apicalis
      - Alagoasa areata
      - Alagoasa aurora
      - Alagoasa bicolor
      - Alagoasa cruxnigra
      - Alagoasa decemgutatta
      - Alagoasa extrema
      - Alagoasa formosa
      - Alagoasa hogei
      - Alagoasa hypoplysia
      - Alagoasa icteridera
      - Alagoasa libentina
      - Alagoasa limbatipennis
      - Alagoasa lineola
      - Alagoasa nigroscutata
      - Alagoasa petaurista
      - Alagoasa plaumanni
      - Alagoasa scissa

    - genre Asphaera
      - Asphaera abdominalis
      - Asphaera auripennis
      - Asphaera deleta
      - Asphaera lustrans
      - Asphaera nobilitata
      - Asphaera unicolor

    - genre Aspicela
      - Aspicela scutata

    - genre Capraita
      - Capraita clarissa
      - Capraita conspurcatus
      - Capraita maculata
      - Capraita nigrosignata
      - Capraita obsidiana
      - Capraita quercata
      - Capraita sexmaculata

    - genre Hemipyxis
      - Hemipyxis balyi
      - Hemipyxis plagioderoides

    - genre Hyphasis
      - Hyphasis indica
      - Hyphasis parvula

    - genre Kuschelina
      - Kuschelina concinna
      - Kuschelina rugiceps

    - genre Oedionychus
      - Oedionychus cinctus

    - genre Omophoita
      - Omophoita equestris
      - Omophoita octoguttata
      - Omophoita personata
      - Omophoita sericella
      - Omophoita sexnotata

    - genre Paranaita
      - Paranaita bilimbata
      - Paranaita crotchi
      - Paranaita opima

    - genre Philopona
      - Philopona pseudomouhoti
      - Philopona vernicata
      - Philopona vibex

    - genre Physodactyla
      - Physodactyla rubiginosa

    - genre Walterianella
      - Walterianella argentinensis
      - Walterianella biarcuata
      - Walterianella bucki
      - Walterianella fusconottata
      - Walterianella interuptovittata

    - genre Wanderbiltiana
      - Wanderbiltiana concolor
      - Wanderbiltiana nitida
- - sous-tribu Podagricina
    - genre Nisotra
      - Nisotra gemella
      - Nisotra goudoti
      - Nisotra orbiculata

    - genre Podagrica
      - Podagrica fuscicornis
      - Podagrica fuscipes
      - Podagrica maculata
      - Podagrica malvae
- - sous-tribu Systenina
    - genre Systena
      - Systena bifasciata
      - Systena blanda
- - non-classé Alticini incertae sedis
    - genre Acrocrypta
      - Acrocrypta assamensis

    - genre Agasicles
      - Agasicles hygrophila

    - genre Amphimela
    - genre Aphthonoides
      - Aphthonoides beccarii

    - genre Aphthonomorpha
      - Aphthonomorpha collaris

    - genre Apteropeda
      - Apteropeda orbiculata

    - genre Argopistes
      - Argopistes biplagiatus

    - genre Arsipoda
      - Arsipoda agalma
      - Arsipoda concolor
      - Arsipoda isola
      - Arsipoda shirleyae
      - Arsipoda variegata
      - Arsipoda yiambiae

    - genre Asiorestia
      - Asiorestia transversa

    - genre Bhamoina
      - Bhamoina varipes

    - genre Cacoscelis
    - genre Chabria
      - Chabria angulicollis

    - genre Chabriosoma
    - genre Clitea
      - Clitea fulva

    - genre Crimissa
    - genre Decaria
    - genre Diamphidia
      - Diamphidia femoralis
      - Diamphidia nigro-ornata
      - Diamphidia vitatipennis
- -     - genre Diphaltica
    - genre Epitrix
      - Epitrix abeillei
      - Epitrix cucumeris
      - Epitrix fasciata
      - Epitrix hirtipennis
      - Epitrix pubescens
      - Epitrix similaris
      - Epitrix subcrinita
      - Epitrix tuberis
- -     - genre Euphitrea
      - Euphitrea wallacei

    - genre Glyptina
      - Glyptina cyanipennis

    - genre Heikertingerella
    - genre Hespera
      - Hespera lomasa

    - genre Hippuriphila
      - Hippuriphila modeeri

    - genre Ivalia
    - genre Jacobyana
    - genre Lactica
    - genre Lanka
      - Lanka ramakrishnai

    - genre Laotzeus
    - genre Longitarsus
      - Longitarsus anchusae
      - Longitarsus atricillus
      - Longitarsus ballotae
      - Longitarsus bedeli
      - Longitarsus brunneus
      - Longitarsus dorsalis
      - Longitarsus exoletus
      - Longitarsus exsoletus
      - Longitarsus flavicornis
      - Longitarsus ibericus
      - Longitarsus luridus
      - Longitarsus membranaceus
      - Longitarsus nigrocillus
      - Longitarsus ochroleucus
      - Longitarsus ordinatus
      - Longitarsus parvulus
      - Longitarsus plantagomarittimus
      - Longitarsus reichei
      - Longitarsus rutilus
      - Longitarsus succineus
      - Longitarsus tabidus
- -     - genre Luperaltica
    - genre Luperomorpha
      - Luperomorpha kurosawai
      - Luperomorpha xanthodera

    - genre Lypnea
      - Lypnea pubipennis

    - genre Lythraria
      - Lythraria salicariae

    - genre Macrohaltica
      - Macrohaltica subplicata

    - genre Manobia
    - genre Manobidia
      - Manobidia simplicithorax
- -     - genre Nonarthra
      - Nonarthra amamiana
      - Nonarthra bimaculata
      - Nonarthra cyanea
      - Nonarthra formosensis
      - Nonarthra pulchrum
      - Nonarthra tibialis
      - Nonarthra variabilis

    - genre Notozona
      - Notozona histrionica

    - genre Novofoudrasia
      - Novofoudrasia regularis

    - genre Orthaltica
      - Orthaltica copalina

    - genre Parathrylea
      - Parathrylea septempunctata

    - genre Pentamesa
      - Pentamesa nigrofasciata

    - genre Phygasia
      - Phygasia fulvipennis

    - genre Phygasoma
    - genre Phyllotreta
      - Phyllotreta atra
      - Phyllotreta consobrina
      - Phyllotreta cruciferae
      - Phyllotreta exclamationis
      - Phyllotreta nemorum
      - Phyllotreta nigripes
      - Phyllotreta nodicornis
      - Phyllotreta ochripes
      - Phyllotreta striolata
      - Phyllotreta tetrastigma
      - Phyllotreta undulata
      - Phyllotreta vittula
- -     - genre Physoma
    - genre Pseudodera
    - genre Psylliodes
      - Psylliodes affinis
      - Psylliodes brettinghami
      - Psylliodes chalcomerus
      - Psylliodes chrysocephalus
      - Psylliodes crambicola
      - Psylliodes cupreus
      - Psylliodes dulcamarae
      - Psylliodes fusiformis
      - Psylliodes gibbosus
      - Psylliodes gougeleti
      - Psylliodes hispanus
      - Psylliodes hospes
      - Psylliodes laticollis
      - Psylliodes luridipennis
      - Psylliodes luteolus
      - Psylliodes marcidus
      - Psylliodes napi
      - Psylliodes pallidipennis
      - Psylliodes sophiae

    - genre Sangariola
      - Sangariola fortunei

    - genre Scelidopsis
    - genre Sinocrepis
      - Sinocrepis fulva

    - genre Sphaerometopa
    - genre Sutrea
    - genre Syphrea
    - genre Tegyrius
      - Tegyrius keralaensis

    - genre Trachyaphthona
      - Trachyaphthona bidentata

### Publication originale
- (en) E. Newman, Attempted division of British insect into natural orders, vol. 2, coll. « The Entomological Magazine », 1834, 379-431 p.